# Midnight Oil
Midnight Oil rock je sastav iz Australije, koji su tijekom godina postali prepoznatljivi po političkim porukama u svojim pjesmama. Izuzetno se zalažu, između ostalog, za okoliš i pitanja domorodačkog stanovništva Australije, Aboridžine, što se može čuti u nekoliko njihovih pjesama.
Sastav je osnovan 1971. u Sydneyu pod imenom Farm, ali današnje ime uzimaju 1976., kada im se pridružuju frontman i pjevač Peter Garrett kao i Martin Rotsey. Postaju poznati diljem svijeta 1987. s albumom Diesel and Dust i pjesmom "Beds Are Burning".
Sastav je 30. svibnja 1990. godine održao koncert ispred sjedišta naftne kompanije Exxon na 6th Avenue na Manhattanu, u znak prosvjeda zbog izljeva nafte iz Exxon Valdeza na Aljaski.
Tada je snimljena i pjesma "Progress" s albuma Scream in Blue Live. Studijska inačica pjesme se nalazi na albumu Species Deceases. Snimka koncerta prodavana je pod nazivom Black Rain Falls a zarada od prodaje je donirana Greenpeaceu.
Tijekom Garrettove političke karijere sastav nije nastupao, osim u dobrovoljne svrhe, a ponovo se sastaje 2017. kada prave svjetsku turneju.

## Članovi
- Jim Moginie (gitara, sintesajzer, 1971.–)
- Rob Hirst (bubnjevi, vokal, 1971.–)
- Andrew James (bas gitara, 1971.–1980.)
- Peter Garrett (vokal, 1976.–)
- Martin Rotsey (gitara, 1976.–)
- Peter Gifford (bas gitara, vokal 1980.–1987.)
- Dwayne "Bones" Hillman](bas gitara, vokal 1987.–)

## Diskografija

### Studijski albumi
- Midnight Oil (1978.)
- Head Injuries (1979.)
- Place without a Postcard (1981.)
- 10, 9, 8, 7, 6, 5, 4, 3, 2, 1 (1982.)
- Red Sails in the Sunset (1984.)
- Diesel and Dust (1987.)
- Blue Sky Mining (1990)
- Earth and Sun and Moon (1993.)
- Breathe (1996.)
- Redneck Wonderland (1998.)
- Capricornia (2002.)
- The Makarrata Project (2020.)
- Resist (2022.)

### Live albumi
- Scream in Blue Live (1992.)
- he Real Thing (2000.)
- Best of Both Worlds (2004 .)
- Armistice Day - Live at the Domain, Sydney (2018.)

## Vanjske poveznice
- Službene stranice
- Oil Base - The Midnight Oil Information Guide  Arhivirana inačica izvorne stranice od 5. kolovoza 2020. (Wayback Machine)
- The Dead Heart